# Mistrovství Evropy ve fotbale 1964 (soupisky)
Soupisky Mistrovství Evropy ve fotbale 1964:
| Zlato                | Stříbro                  | Bronz               |
| -------------------- | ------------------------ | ------------------- |
| Španělsko • Soupiska | Sovětský svaz • Soupiska | Maďarsko • Soupiska |

## Dánsko
Hlavní trenér: Poul Petersen

| Jméno              | Datum narození     | Datum úmrtí                       | Klub                 |          |
| Brankáři           | Brankáři           | Brankáři                          | Brankáři             | Brankáři |
| ------------------ | ------------------ | --------------------------------- | -------------------- | -------- |
| Leif Nielsen       | 28. května 1942    |                                   | Boldklubben Frem     |          |
| Svend Aage Rask    | 14. července 1935  | 29. června 2020 (ve věku 84 let)  | B 1909 Odense        |          |
| Obránci            |                    |                                   |                      |          |
| John Amdisen       | 8. července 1934   | 14. ledna 1997 (ve věku 62 let)   | Aarhus GF            |          |
| Bent Hansen        | 13. září 1933      | 8. března 2001 (ve věku 67 let)   | B 1909 Odense        |          |
| Jens Jørgen Hansen | 4. ledna 1939      | 2. ledna 2022 (ve věku 82 let)    | Esbjerg fB           |          |
| Kaj Hansen         | 16. srpna 1940     | 2. července 2009 (ve věku 68 let) | Boldklubben Frem     |          |
| Birger Larsen      | 27. března 1942    |                                   | Boldklubben Frem     |          |
| Bent Wolmar        | 8. srpna 1937      |                                   | Aarhus GF            |          |
| Záložníci          |                    |                                   |                      |          |
| Carl Bertelsen     | 15. listopadu 1937 | 11. června 2019 (ve věku 81 let)  | Esbjerg fB           |          |
| Leif Hartwig       | 9. listopadu 1942  |                                   | B 1909 Odense        |          |
| Helge Jørgensen    | 17. září 1937      |                                   | Odense KFUM          |          |
| Erling Nielsen     | 2. ledna 1935      | 15. září 1996 (ve věku 61 let)    | B 1909 Odense        |          |
| Ole Sørensen       | 25. listopadu 1937 | 29. ledna 2015 (ve věku 77 let)   | Kjøbenhavns Boldklub |          |
| Útočníci           |                    |                                   |                      |          |
| Ole Madsen –       | 21. prosince 1934  | 26. března 2006 (ve věku 71 let)  | Hellerup IK          |          |
| John Danielsen     | 13. července 1939  |                                   | B 1909 Odense        |          |
| Kjeld Thorst       | 13. května 1940    |                                   | Aalborg Boldspilklub |          |
| Jørgen Rasmussen   | 19. února 1937     |                                   | Boldklubben 1913     |          |
| Tom Søndergaard    | 2. ledna 1944      | 16. června 1997 (ve věku 53 let)  | Boldklubben af 1893  |          |

## Maďarsko
Hlavní trenér: Lajos Baróti

| Jméno              | Datum narození     | Datum úmrtí                         | Klub               |          |
| Brankáři           | Brankáři           | Brankáři                            | Brankáři           | Brankáři |
| ------------------ | ------------------ | ----------------------------------- | ------------------ | -------- |
| József Gelei       | 29. června 1938    |                                     | FC Tatabánya       |          |
| Antal Szentmihályi | 13. června 1939    |                                     | Vasas SC           |          |
| Obránci            |                    |                                     |                    |          |
| Kálmán Ihász       | 6. března 1941     | 31. ledna 2019 (ve věku 77 let)     | Vasas SC           |          |
| Sándor Mátrai      | 20. listopadu 1932 | 30. května 2002 (ve věku 69 let)    | Ferencvárosi TC    |          |
| Kálmán Mészöly     | 16. července 1941  | 21. listopadu 2022 (ve věku 81 let) | Vasas SC           |          |
| Dezső Novák        | 3. února 1939      | 26. února 2014 (ve věku 75 let)     | Ferencvárosi TC    |          |
| László Sárosi      | 27. února 1932     | 2. dubna 2016 (ve věku 84 let)      | Vasas SC           |          |
| Záložníci          |                    |                                     |                    |          |
| Imre Komora        | 5. června 1940     | 15. srpna 2024 (ve věku 84 let)     | Budapest Honvéd FC |          |
| István Nagy        | 14. dubna 1939     | 22. října 1999 (ve věku 60 let)     | MTK Budapešť       |          |
| Gyula Rákosi       | 9. října 1938      |                                     | Ferencvárosi TC    |          |
| Ferenc Sipos       | 13. prosince 1932  | 17. března 1997 (ve věku 64 let)    | MTK Budapešť       |          |
| Ernő Solymosi      | 21. června 1940    | 19. února 2011 (ve věku 70 let)     | Újpesti Dozsa      |          |
| Útočníci           |                    |                                     |                    |          |
| Flórián Albert     | 15. září 1941      | 31. října 2011 (ve věku 70 let)     | Ferencvárosi TC    |          |
| Ferenc Bene –      | 17. prosince 1944  | 27. února 2006 (ve věku 61 let)     | Újpesti Dozsa      |          |
| János Farkas       | 27. března 1942    | 29. září 1989 (ve věku 47 let)      | Vasas SC           |          |
| Máté Fenyvesi      | 20. září 1933      | 17. února 2022 (ve věku 88 let)     | Ferencvárosi TC    |          |
| Lajos Tichy        | 21. března 1935    | 6. ledna 1999 (ve věku 63 let)      | Budapest Honvéd FC |          |
| Zoltán Varga       | 1. ledna 1945      | 9. dubna 2010 (ve věku 65 let)      | Ferencvárosi TC    |          |

## Španělsko
Hlavní trenér: José Villalonga

| Jméno                  | Datum narození     | Datum úmrtí                        | Klub            |          |
| Brankáři               | Brankáři           | Brankáři                           | Brankáři        | Brankáři |
| ---------------------- | ------------------ | ---------------------------------- | --------------- | -------- |
| Pepín                  | 16. listopadu 1931 | 12. října 2010 (ve věku 78 let)    | Betis Sevilla   |          |
| José Vicente Train     | 19. prosince 1931  |                                    | Real Madrid     |          |
| José Ángel Iribar      | 1. března 1943     |                                    | Athletic Bilbao |          |
| Salvador Sadurní       | 3. dubna 1941      |                                    | FC Barcelona    |          |
| Obránci                |                    |                                    |                 |          |
| Isacio Calleja         | 6. prosince 1936   | 4. února 2019 (ve věku 82 let)     | Atlético Madrid |          |
| Luis María Echeberría  | 24. března 1940    | 19. října 2016 (ve věku 76 let)    | Athletic Bilbao |          |
| Ferran Olivella –      | 22. června 1936    | 14. května 2023 (ve věku 86 let)   | FC Barcelona    |          |
| Severino Reija         | 25. listopadu 1938 |                                    | Real Zaragoza   |          |
| Feliciano Rivilla      | 21. srpna 1936     | 6. listopadu 2017 (ve věku 81 let) | Atlético Madrid |          |
| Záložníci              |                    |                                    |                 |          |
| Luis del Sol           | 6. dubna 1935      | 20. června 2021 (ve věku 86 let)   | Juventus FC     |          |
| Josep Fusté            | 15. dubna 1941     | 20. dubna 2023 (ve věku 82 let)    | FC Barcelona    |          |
| Jesús María Pereda     | 15. června 1938    | 27. září 2011 (ve věku 73 let)     | FC Barcelona    |          |
| Juan Manuel Villa      | 26. září 1938      |                                    | Real Zaragoza   |          |
| Ignacio Zoco           | 31. července 1939  | 28. září 2015 (ve věku 76 let)     | Real Madrid     |          |
| Útočníci               |                    |                                    |                 |          |
| Amancio Amaro          | 16. října 1939     | 21. února 2023 (ve věku 83 let)    | Real Madrid     |          |
| Vicente Guillot        | 15. července 1941  |                                    | Valencia CF     |          |
| Carlos Lapetra         | 29. listopadu 1938 | 24. prosince 1995 (ve věku 57 let) | Real Zaragoza   |          |
| Marcelino Martínez     | 29. dubna 1940     |                                    | Real Zaragoza   |          |
| Luis Suárez Miramontes | 2. května 1935     | 9. července 2023 (ve věku 88 let)  | Inter Milán     |          |
| Pedro Zaballa          | 29. července 1938  | 4. června 1997 (ve věku 58 let)    | FC Barcelona    |          |

## Sovětský svaz
Hlavní trenér: Konstantin Beskov

| Jméno                    | Datum narození     | Datum úmrtí                        | Klub              |          |
| Brankáři                 | Brankáři           | Brankáři                           | Brankáři          | Brankáři |
| ------------------------ | ------------------ | ---------------------------------- | ----------------- | -------- |
| Lev Jašin                | 22. října 1929     | 20. března 1990 (ve věku 60 let)   | Dynamo Moskva     |          |
| Ramaz Urušadze           | 17. srpna 1939     | 7. března 2012 (ve věku 72 let)    | Torpedo Kutaisi   |          |
| Obránci                  |                    |                                    |                   |          |
| Viktor Aničkin           | 8. prosince 1941   | 5. ledna 1975 (ve věku 33 let)     | Dynamo Moskva     |          |
| Albert Šestěrňov         | 20. června 1941    | 5. listopadu 1994 (ve věku 53 let) | CSKA Moskva       |          |
| Eduard Dubinskyj         | 6. dubna 1935      | 11. května 1969 (ve věku 34 let)   | CSKA Moskva       |          |
| Vladimir Glotov          | 23. ledna 1938     | 5. února 1981 (ve věku 43 let)     | Dynamo Moskva     |          |
| Eduard Mudrik            | 18. července 1939  | 27. března 2017 (ve věku 77 let)   | Dynamo Moskva     |          |
| Viktor Šustikov          | 28. ledna 1939     |                                    | Torpedo Moskva    |          |
| Záložníci                |                    |                                    |                   |          |
| Alexej Kornějev          | 6. února 1939      | 14. prosince 2004 (ve věku 65 let) | Spartak Moskva    |          |
| Jurij Šikunov            | 8. prosince 1939   | 15. března 2021 (ve věku 81 let)   | SKA Rostov        |          |
| Valerij Voronin          | 17. července 1939  | 19. května 1984 (ve věku 44 let)   | Torpedo Moskva    |          |
| Slava Metreveli          | 30. května 1936    | 7. ledna 1998 (ve věku 61 let)     | FC Dinamo Tbilisi |          |
| Útočníci                 |                    |                                    |                   |          |
| Igor Čislenko            | 4. ledna 1939      | 22. září 1994 (ve věku 55 let)     | Dynamo Moskva     |          |
| Gennadij Gusarov         | 11. března 1937    | 2. června 2014 (ve věku 77 let)    | Dynamo Moskva     |          |
| Valentin Kozmič Ivanov – | 19. listopadu 1934 | 8. listopadu 2011 (ve věku 76 let) | Torpedo Moskva    |          |
| Galimzian Chusajnov      | 27. června 1937    | 5. února 2010 (ve věku 72 let)     | Spartak Moskva    |          |
| Oleg Kopajev             | 28. listopadu 1937 | 3. dubna 2010 (ve věku 72 let)     | SKA Rostov        |          |
| Eduard Malofejev         | 2. června 1942     |                                    | Dynamo Minsk      |          |
| Viktor Ponědělnik        | 22. května 1937    | 5. prosince 2020 (ve věku 83 let)  | SKA Rostov        |          |